# 노리마키 센베
노리마키 센베(일본어: 則巻千兵衛, 한국명: 슬럼프 박사)는 도리야마 아키라 원작의 만화·애니메이션 시리즈인 《닥터 슬럼프》의 주인공이다. 자신이 천재 발명가임을 자처하며 매일 새로운 발명품을 만들어내지만 번번히 실패작이 되어 주변 사람들의 웃음거리가 되곤 한다. 여자를 많이 밝히고 다녀서 변태 박사라는 별칭까지 가지고 있다. 소녀 로봇 아라레를 개발하고 자신의 여동생으로 삼게 된다. 아라레의 중학교 담임 선생님인 야마부키 미도리를 짝사랑하고 있으며, 후에 결혼을 하게 되고 두 사람 사이에서 아들 터보와 딸 니트로가 태어나게 된다.
과자 이름인 센베를 따서 지었다고 한다.